# I Know It Hurts
I Know It Hurts è un singolo del gruppo musicale statunitense Alter Bridge, pubblicato il 21 gennaio 2011 come secondo estratto dal terzo album in studio AB III.

## Tracce
Download digitale, CD promozionale (Germania)
1. I Know It Hurts – 3:55